# ویکتور مارکین
ویکتور مارکین (Виктор Фёдорович Маркин؛ زادهٔ ۲۳ فوریهٔ ۱۹۵۷) دونده اهل اتحاد جماهیر شوروی سوسیالیستی است.